# ジャパンマラソンチャンピオンシップシリーズ
ジャパンマラソンチャンピオンシップシリーズ（Japan Marathon Championship Series、略称：JMCシリーズ）は、日本陸上競技連盟が指定するマラソン大会のシリーズである。2021年6月21日に創設が発表されたもので、国内外のワールドアスレティックス（WA）ラベルレースをグレード分けし、一定期間内の獲得ポイントで総合成績を決めて最上位を日本選手権者に指定するものである。
8月20日、第1期対象大会を発表。第1期は2021年11月より開始されるが、2020年12月から2021年10月までを「第0期」とし、第1期と合わせた「シリーズI」のチャンピオンを「第105回日本選手権者」とした。
2025-26シーズンよりマラソングランドチャンピオンシップシリーズにリニューアルされる。

## レギュレーション
指定期間のシリーズ加盟大会・ポイント対象大会から条件を満たした大会のうち、パフォーマンスポイントの高い大会の合計で争う。パフォーマンスポイントは WAスコアリングテーブル を基に算出した記録ポイントと 大会のグレード に応じた日本人選手（日本陸連登録選手）のみに付与するJMCポイントの合計とする。
シリーズIは第0期と第1期から2大会で、少なくとも1大会は第1期の加盟大会であること、海外のWAラベル大会は1大会のみ有効とする。シリーズII以降は直前期・当該期の2期間から3大会で、少なくとも1大会は当該期の加盟大会であること。

### グレード
- グレードS（ GS ）：第3期のみ。WAプラチナ・ゴールドラベルが対象。
- グレード1（ G1 ）：主にWAエリートラベル以上が対象。
- グレード2（ G2 ）：第1期より新設。
- グレード3（ G3 ）：第2期より新設。全国各地の公認大会を広く指定。

### 国際陸上競技大会代表選考について
G1に指定された大会は、翌年度に開催される世界選手権及びアジア大会の代表選考競技会を兼ねて行われる。加えて世界選手権開催年直前のシリーズチャンピオンに対して当該大会の内定を与える（シリーズIIチャンピオンは2023年ブダペスト世界選手権、シリーズIVチャンピオンは2025年東京世界選手権、それぞれ内定となる）。
2024年パリオリンピックの選考については2023年秋にマラソングランドチャンピオンシップ（MGC）が開催され、シリーズで一定条件を満たした者に出場権が与えられた。シリーズIIにおけるG1・G2指定大会をMGCチャレンジとし、G3指定大会及びWAラベル大会やJMCシリーズ上位8名でもワイルドカードとして出場権を得られるようになっている。第3期でGSに指定された大会を「MGCファイナルチャレンジ」とする。

## 主な対象大会
グレードのうちの N/A は当該部門なし、×はシリーズポイント対象外。

### 第0期（2020年12月 - 2021年10月）
| 大会                             | 開催日         | 開催地 | グレード | グレード | 備考     |
| 大会                             | 開催日         | 開催地 | 男子     | 女子     | 備考     |
| -------------------------------- | -------------- | ------ | -------- | -------- | -------- |
| 第74回福岡国際マラソン選手権大会 | 2020年12月06日 | 福岡県 | G1       | N/A      |          |
| 第40回大阪国際女子マラソン大会   | 2021年01月31日 | 大阪府 | N/A      | G1       |          |
| 第76回びわ湖毎日マラソン大会     | 2021年02月28日 | 滋賀県 | G1       | N/A      |          |
| 名古屋ウィメンズマラソン2021     | 2021年03月14日 | 愛知県 | N/A      | G1       |          |
| 東京マラソン2021                 | 2021年10月17日 | 東京都 | G1       | G1       | [ 注 1 ] |

ポイント対象大会
- 2020年東京オリンピック

### 第1期（2021年11月 - 2022年3月）
第1期G1の競技会については2022年世界選手権とアジア大会の日本代表選手選考競技会を兼ねる。
| 大会                                                 | 開催日         | 開催地 | グレード | グレード | 備考     |
| 大会                                                 | 開催日         | 開催地 | 男子     | 女子     | 備考     |
| ---------------------------------------------------- | -------------- | ------ | -------- | -------- | -------- |
| 第75回福岡国際マラソン選手権大会                     | 2021年12月05日 | 福岡県 | G1       | N/A      |          |
| 第52回防府読売マラソン大会                           | 2021年12月19日 | 山口県 | G2       | ×        | [ 7 ]    |
| 第41回大阪国際女子マラソン大会                       | 2022年01月30日 | 大阪府 | N/A      | G1       |          |
| 第70回別府大分毎日マラソン大会                       | 2022年02月06日 | 大分県 | G1       | ×        |          |
| 第10回大阪マラソン・第77回びわ湖毎日マラソン統合大会 | 2022年02月27日 | 大阪府 | G1       | G2       |          |
| 東京マラソン2021                                     | 2022年03月06日 | 東京都 | G1       | G1       | [ 注 1 ] |
| 名古屋ウィメンズマラソン2022                         | 2022年03月13日 | 愛知県 | N/A      | G1       |          |

### 第2期（2022年4月 - 2023年3月）
第2期G1の競技会については2023年世界陸上競技選手権大会日本代表選手選考競技会を兼ねる。
| 大会                           | 開催日         | 開催地 | グレード | グレード | 備考 |
| 大会                           | 開催日         | 開催地 | 男子     | 女子     | 備考 |
| ------------------------------ | -------------- | ------ | -------- | -------- | ---- |
| 北海道マラソン2022             | 2022年08月28日 | 北海道 | G1       | G1       |      |
| 福岡国際マラソン2022           | 2022年12月04日 | 福岡県 | G1       | N/A      |      |
| 第53回防府読売マラソン大会     | 2022年12月04日 | 山口県 | G1       | G3       |      |
| 第42回大阪国際女子マラソン大会 | 2023年01月29日 | 大阪府 | N/A      | G1       |      |
| 第71回別府大分毎日マラソン大会 | 2023年02月05日 | 大分県 | G1       | ×        |      |
| 第61回延岡西日本マラソン大会   | 2023年02月12日 | 宮崎県 | G3       | ×        |      |
| 大阪マラソン2023               | 2023年02月26日 | 大阪府 | G1       | G2       |      |
| 東京マラソン2023               | 2023年03月5日  | 東京都 | G1       | G1       |      |
| 名古屋ウィメンズマラソン2023   | 2023年03月12日 | 愛知県 | N/A      | G1       |      |
| とくしまマラソン2023           | 2023年03月19日 | 徳島県 | G3       | G3       |      |

ポイント対象大会
- 2022年世界陸上競技選手権大会

### 第3期（2023年4月 - 2024年3月10日）
GSの競技会についてはMGCファイナルチャレンジを兼ねる。
| 大会                           | 開催日         | 開催地 | グレード | グレード | 備考     |
| 大会                           | 開催日         | 開催地 | 男子     | 女子     | 備考     |
| ------------------------------ | -------------- | ------ | -------- | -------- | -------- |
| 第25回長野マラソン             | 2023年04月23日 | 長野県 | G3       | G3       | [ 注 2 ] |
| 北海道マラソン2023             | 2023年08月27日 | 北海道 | G3       | G3       |          |
| 福岡国際マラソン2023           | 2023年12月03日 | 福岡県 | GS       | N/A      |          |
| 第54回防府読売マラソン大会     | 2023年12月03日 | 山口県 | G1       | G3       |          |
| 第43回大阪国際女子マラソン大会 | 2024年01月28日 | 大阪府 | N/A      | GS       |          |
| 第72回別府大分毎日マラソン大会 | 2024年02月04日 | 大分県 | G1       | ×        |          |
| 第62回延岡西日本マラソン大会   | 2024年02月11日 | 宮崎県 | G3       | ×        |          |
| 大阪マラソン2024               | 2024年02月25日 | 大阪府 | GS       | G2       |          |
| 東京マラソン2024               | 2024年03月03日 | 東京都 | GS       | G1       |          |
| 名古屋ウィメンズマラソン2024   | 2024年03月10日 | 愛知県 | N/A      | GS       |          |

ポイント対象大会
- 2023年世界陸上競技選手権大会
- 2022年アジア競技大会
- マラソングランドチャンピオンシップ

### 第4期（2024年3月31日 - 2025年3月）
。
| 大会                           | 開催日         | 開催地 | グレード | グレード | 備考 |
| 大会                           | 開催日         | 開催地 | 男子     | 女子     | 備考 |
| ------------------------------ | -------------- | ------ | -------- | -------- | ---- |
| ふくい桜マラソン2024           | 2024年03月31日 | 福井県 | G3       | G3       |      |
| 第26回長野マラソン             | 2024年04月21日 | 長野県 | G3       | G3       |      |
| 北海道マラソン2024             | 2024年08月25日 | 北海道 | G2       | G2       |      |
| 第55回防府読売マラソン大会     | 2024年12月01日 | 山口県 | G1       | G3       |      |
| 福岡国際マラソン2024           | 2024年12月01日 | 福岡県 | G1       | N/A      |      |
| 第44回大阪国際女子マラソン大会 | 2025年01月26日 | 大阪府 | N/A      | G1       |      |
| 第73回別府大分毎日マラソン大会 | 2025年02月02日 | 大分県 | G1       | ×        |      |
| 第63回延岡西日本マラソン       | 2025年02月09日 | 宮崎県 | G3       | ×        |      |
| 大阪マラソン2025               | 2025年02月24日 | 大阪府 | G1       | G2       |      |
| 東京マラソン2025               | 2025年03月02日 | 東京都 | G1       | G1       |      |
| 名古屋ウィメンズマラソン2025   | 2025年03月09日 | 愛知県 | N/A      | G1       |      |

ポイント対象大会
- 2024年パリオリンピック
- 第19回アジアマラソン選手権

## シリーズ優勝
| シリーズ | 年      | 男子     | 男子     | 男子     | 女子     | 女子     | 女子     |
| シリーズ | 年      | 優勝     | 所属     | ポイント | 優勝     | 所属     | ポイント |
| -------- | ------- | -------- | -------- | -------- | -------- | -------- | -------- |
| I        | 2021-22 | 鈴木健吾 | 富士通   | 2778     | 一山麻緒 | ワコール | 2584     |
| II       | 2022-23 | 其田健也 | JR東日本 | 2647     | 松田瑞生 | ダイハツ | 2580     |
| III      | 2023–24 | 小山直城 | Honda    | 2766     | 前田穂南 | 天満屋   | 2606     |
| Ⅳ        | 2024–25 | 小山直城 | Honda    | 2766     | 安藤友香 | しまむら | 2591     |